# Bojan Krkić
Bojan Krkić Pérez (in serbo Бојан Кркић Перез?; Linyola, 28 agosto 1990) è un dirigente sportivo ed ex calciatore spagnolo, di ruolo attaccante, responsabile dei giocatori in prestito e vice direttore sportivo del Barcellona.

## Biografia
Bojan è nato e cresciuto a Linyola, nella provincia di Lleida (in Catalogna), figlio dell'ex calciatore serbo suo omonimo Bojan Krkić, calciatore del Mollerussa nella stagione 1988-1989, e della sua consorte Maria Lluïsa Pérez.
Nell'ottobre del 2011 il quotidiano di Lleida Segre ne rivela una parentela per parte materna con Lionel Messi: i due sarebbero cugini di 4º grado.

## Caratteristiche tecniche
Ricopriva tutti i ruoli in attacco, anche se prediligeva quello di centravanti. Destro naturale, giocava bene anche col sinistro ed era molto abile nel dribbling, che era la sua principale qualità. Centravanti dal fisico normale ma dotato dal punto di vista tecnico, riusciva a superare facilmente il diretto avversario arrivando davanti al portiere. Poteva andare al tiro sia col destro, che prediligeva ma anche col sinistro. Intelligente tatticamente, calciatore di qualità e di classe, ha un grande senso del gol.
Etichettato praticamente da subito come il "nuovo Messi", di cui si diceva avesse le medesime qualità tecniche, poteva essere uno dei migliori calciatori del mondo. Descritto come «talento», «fuoriclasse» o «fenomeno».
Nel 2010 è stato inserito nella lista dei migliori calciatori nati dopo il 1989 stilata da Don Balón.

## Carriera

### Club

#### Gli inizi
Bojan inizia a giocare a calcio all'età di quattro anni nella squadra di Bellpuig, dove resta per cinque stagioni. A 8 anni partecipa a un campo estivo organizzato dal Barcellona ad Andorra, facendosi notare dai tecnici blaugrana, che lo mettono sotto contratto.

#### Barcellona

##### 1999-2007: giovanili
Entra a far parte del club catalano il 13 luglio 1999, confermando subito le sue doti realizzative a suon di record. Grazie a un metodo utilizzato nella cantera del Barcellona, sull'esempio dell'Ajax, gioca sempre in categorie superiori a quella della sua età, abituandosi, come tutti i giocatori di maggior prospetto, a giocare contro avversari più forti fisicamente.
Nella sua prima stagione (1999-2000), gioca coi Benjamín A, categoria di calcio a 7 creata per selezionare i migliori talenti provenienti dalle scuole calcio, segnando 220 gol. Nel 2000-2001 passa al calcio a 11, realizzando 98 reti negli Alevín B. L'anno successivo, negli Alevín A guidati da Sergio Lobera, Bojan è ancora, con 65 gol realizzati, il trascinatore del Barcellona, che porta alla vittoria nel Campeonato Nacional Alevín disputato a Brunete; si aggiudica pure il titolo di miglior giocatore e di capocannoniere del torneo. Nella stagione 2002-2003, allenato da Xavi Llorens nell'Infantil B gioca anche alcune partite da esterno, che non gli impediscono di segnare 75 gol.
Nella stagione 2003-2004, militando nella categoria Infantil A, firma l'impresa più importante della sua carriera giovanile. L'8 maggio 2004, nell'ultima giornata di campionato, giocata in casa dell'Espanyol a Sant Adrià, realizza una doppietta, ribaltando il vantaggio iniziale biancazzurro. La rete decisiva (85ª stagionale), segnata all'ultimo minuto, consente alla squadra di Sergio Lobera di vincere la División de Honor Infantil, proprio ai danni della rivale cittadina.
La stagione 2004-2005 è piuttosto travagliata per Bojan, costretto, a causa di un infortunio, a saltare diverse partite. Non fa tuttavia mancare il suo apporto realizzativo, 40 gol, alla causa del Cadete B.
Nella stagione 2005-2006, dopo aver segnato 20 gol nel girone d'andata con i Cadete A, passa prima al Juvenil B e, subito dopo, al Juvenil A allenato da Alex García. In entrambe le squadre segna 10 reti. Il 23 aprile 2006, il Barça avrebbe dovuto vincere al "Camp del Centenari" di Badalona nell'ultima giornata di campionato per rendere inutile la vittoria dell'Espanyol contro il Cornellà (1-0). Bojan entra in campo nella ripresa coi blaugrana in svantaggio di un gol e, al 95', segna la rete della vittoria su passaggio di Giovani dos Santos, laureandosi così campione della División de Honor Juvenil. Questo gol gli permette di raggiungere le 889 marcature totali, tra ufficiali e amichevoli, in sette anni di Barcellona. Conclude la stagione da titolare giocando la Copa del Rey Juvenil. Nella partita di ritorno delle semifinali, giocata al Mini Estadi, segna una rete nel 3-0 inflitto al Real Madrid che permette di rimontare il 4-1 subito nella capitale. Gli azulgrana si aggiudicano il titolo imponendosi per 2-0 sul Saragozza nella finale di Soria. In Italia, gioca quell'anno il Torneo Maggioni-Righi di Borgaro, dove con la sua squadra si classifica secondo dietro alla selezione della Romania, laureandosi miglior giocatore della competizione, nonostante fosse un classe '90 in una competizione riservata all'annata '89.
Nella stagione 2006-2007 segna subito 15 reti col Juvenil A. Viene quindi convocato nel Barcellona Atlètic, filiale della prima squadra militante in Segunda B. Con la squadra allenata da Quique Costas fa il suo esordio il 19 novembre sul campo dell'Huesca, mentre il primo gol arriva la settimana successiva contro il Benidorm. Le 10 reti segnate in 22 partite lo fanno diventare il miglior realizzatore della squadra, senza riuscire a evitare la retrocessione della stessa.
Nei suoi otto anni trascorsi a La Masia Bojan ha segnato 648 reti in partite ufficiali, con una media di tre gol a partita, e si è affermato come il miglior realizzatore nella storia della cantera catalana.

##### Stagione 2007-2008: i record

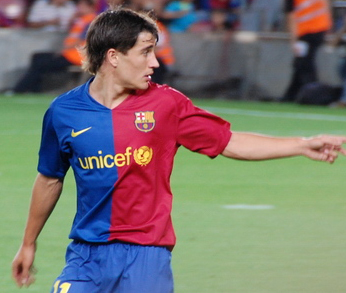
Bojan Krkić nel 2008.

Entra a far parte della prima squadra sotto la guida tecnica di Frank Rijkaard, nel 2007.
Debutta nella Liga il 16 settembre 2007 contro l'Osasuna nello stadio Reyno de Navarra. Il 22 settembre, nella partita contro il Lione diventa, a 17 anni e 25 giorni, il più giovane esordiente nella storia della Champions League.
Il 20 ottobre, contro il Villarreal, conquista altri due primati di precocità della storia del Barça: diventa il titolare più giovane e, grazie al gol segnato, è, a 17 anni e due mesi, il più giovane marcatore nella Liga, battendo il precedente record detenuto da Lionel Messi. Il 24 novembre segna il suo primo gol al Camp Nou diventando il più giovane giocatore del Barça a segnare nello stadio di casa. Il 23 marzo 2008, contro il Valladolid, realizza la sua prima doppietta in prima squadra, fornendo anche due assist per il 4-1 finale degli blaugrana, decidendo la partita. Il 1º aprile arriva anche la prima rete in Champions League, nell'andata dei quarti di finale contro lo Schalke 04, che lo fa diventare il secondo più giovane marcatore nella storia della Champions, dietro il solo ghanese dell'Olympiakos Peter Ofori-Quaye, che nel 1997 andò a segno all'età di 17 anni e 195 giorni, 22 giorni in meno di Bojan. Il giovane canterano chiude la stagione (giocata col numero 27 sulle spalle) con 10 gol e tre assist nella Liga, un gol e un assist in Champions League e in Coppa del Re.

##### 2008-2011: il triennio con Guardiola
Nella stagione 2008-2009 il nuovo numero 11 catalano partecipa alla stagione del Barcellona del triplete allenato da Pep Guardiola che vince Liga, Coppa del Re e Champions League. Poco utilizzato in campionato (con 2 reti all'attivo), Bojan è protagonista nella vittoria della Coppa del Re con 5 reti segnate, di cui una nella finale del 13 maggio 2009 vinta sull'Athletic Bilbao. Segna anche 3 gol in Champions League, marcature che gli permettono di chiudere la stagione a quota 10 reti e cinque assist.

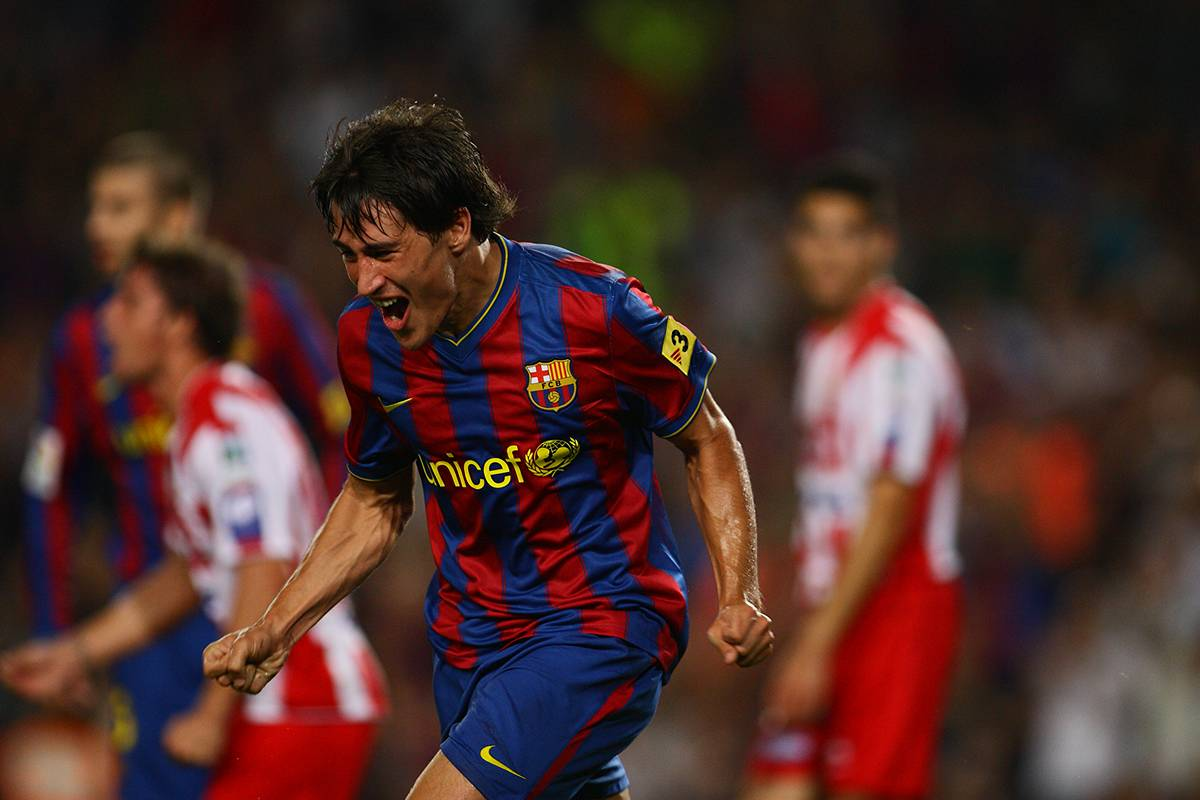
Bojan esulta dopo il gol realizzato allo Sporting Gijon il 31 agosto 2009

Bojan inizia la stagione 2009-2010 con due reti nelle prime quattro partite, una nella Supercoppa di Spagna vinta contro l'Athletic Bilbao), quando una lesione muscolare lo costringe subito a fermarsi. Il 21 novembre, al San Mamés di Bilbao, diventa il più giovane giocatore nella storia del club catalano a raggiungere le 100 presenze in partite ufficiali. Fatica quindi a trovare spazio in squadra, chiuso da Messi, Thierry Henry, Zlatan Ibrahimović e Pedro, ma partecipa comunque alla vittoria Mondiale negli Emirati Arabi. In primavera diviene titolare al posto di Ibrahimović e segna 7 reti, decisive per la conquista del 20º titolo nazionale della storia del Barça. Chiude la stagione con 8 reti e tre assist nella Liga, 2 reti in Coppa del Re e una in Champions League.
Nella stagione 2010-2011 Bojan rileva la maglia numero 9, già indossata nelle giovanili, diventando il primo canterano a indossarla dai tempi di Jordi Cruijff. In agosto si aggiudica la sua seconda Supercoppa di Spagna contro il Siviglia. Ad ottobre prolunga il contratto coi blaugrana fino al 2015, aumentando la clausola rescissoria da 80 a 100 milioni di euro. Il 26 ottobre, nella gara contro il Ceuta, valevole per i sedicesimi di finale della Coppa del Re, fa il suo esordio ufficiale come capitano del Barcellona, offrendo un assist nel 2-0 finale.
Il suo contratto col Barcellona sarebbe scaduto a giugno del 2015 e prevedeva una clausola di rescissione di 100 milioni di euro.

#### Roma
Il 22 luglio 2011 passa alla Roma per 12 milioni di euro. L'operazione prevede il diritto al riscatto da parte del Barcellona al termine della stagione sportiva 2011-2012 per una cifra pari a 17 milioni di euro o l'obbligo nel 2012-2013 per 13 milioni; la Roma, comunque, si riserva la facoltà di bloccare il giocatore se verserà ulteriori 28 milioni, per un totale di 40 milioni di euro. Bojan sceglie la maglia numero 14. Esordisce ufficialmente il 18 agosto 2011 nella sconfitta per 0-1 contro lo Slovan Bratislava, partita d'andata del terzo turno di Europa League. L'11 settembre 2011 debutta anche in campionato nella gara contro il Cagliari allo Stadio Olimpico, persa per 1-2. Il 1º ottobre 2011 segna il suo primo gol ufficiale con la maglia giallorossa contro l'Atalanta, nella partita vinta 3-1 dalla Roma. Chiude la stagione con 7 gol all'attivo, tra cui, particolarmente pregevole è quella segnata il 5 febbraio 2012 contro l'Inter, che mette fine alla partita sul 4-0 per la squadra della capitale, in cui Bojan smarca numerosi giocatori nerazzurri prima di mettere il pallone alle spalle di Júlio César. Termina la stagione con un totale di 37 presenze e sette reti tra tutte le competizioni.

#### Prestiti a Milan e Ajax
Il 29 agosto 2012 si trasferisce al Milan con la formula del prestito oneroso (250 000 euro da retribuire alla società che deteneva il cartellino del calciatore, ossia la Roma). Il trasferimento non modifica gli accordi preesistenti tra Barcellona e Roma, anche se il Milan ottiene un'opzione per il riscatto del giocatore con contro-opzione a favore della squadra catalana. Esordisce con la maglia rossonera il 1º settembre seguente, in occasione della seconda giornata di campionato, vinta per 3-1 in casa del Bologna, nella quale subentra a Stephan El Shaarawy al 67º minuto di gioco. Con la squadra milanese segna la sua prima rete il 3 novembre 2012, durante la partita casalinga vinta per 5-1 contro il Chievo.
Il giocatore, dopo un'annata deludente caratterizzata da qualche infortunio di troppo, che lo ha portato ad essere utilizzato solo 27 volte, non viene riscattato dal Milan e fa quindi ritorno al Barcellona.
Il 6 luglio 2013 il Barcellona lo cede in prestito all'Ajax. Esordisce in Supercoppa giocando da titolare e venendo sostituito nel secondo tempo. Segna la sua prima rete il 1º dicembre dello stesso anno, contro l'ADO Den Haag, siglando il definitivo 4-0. Termina la stagione con 32 presenze e cinque reti tra tutte le competizioni.

#### Stoke City
Il 22 luglio 2014, fortemente voluto dal tecnico Mark Hughes, viene acquistato a titolo definitivo dagli inglesi dello Stoke City in cambio di € 1,8 milioni e con i quali firma un contratto quadriennale. Il 16 agosto seguente fa il suo esordio in campionato alla prima giornata partendo titolare come trequartista in un 4-2-3-1 contro l'Aston Villa, sfida persa 0-1. Realizza la sua prima marcatura il 9 novembre successivo, contribuendo al successo maturato a Londra contro il Tottenham (1-2). Inoltre decide le sfide in trasferta contro Everton (0-1) e Leicester City (0-1), scendendo in campo il 26 gennaio 2015 per il suo primo incontro di FA Cup: dopo aver segnato il vantaggio al 4' contro il Rochdale (1-4), è costretto a uscire alla mezz'ora al posto di Stephen Ireland a causa di un infortunio al legamento crociato del ginocchio sinistro. Operato nel febbraio 2015, Bojan termina anticipatamente la stagione, essendo costretto a restare fermo per almeno 6 mesi: conclude la sua prima stagione inglese con 5 gol in 18 incontri tra tutte le competizioni e con una statistica interessante poiché nelle cinque sfide in cui è andato a segno lo Stoke City ha sempre vinto.
Nella sua seconda stagione in Premier League va a segno, migliorando lo score della stagione precedente, 7 volte in 27 presenze (31 complessive) dimostrando una buona continuità di rendimento.

#### Prestiti a Magonza ed Alaves
Il 29 gennaio 2017 viene ceduto in prestito al Magonza, approdando così in Bundesliga.
Dopo prestazioni deludenti a fine stagione torna allo Stoke, che il 31 agosto 2017 lo cede nuovamente a titolo temporaneo, questa volta al Deportivo Alavés, facendo ritorno in patria. Anche a causa di un infortunio, non riesce a imporsi con i baschi giocando 13 partite senza mai segnare.
Terminato il prestito fa ritorno allo Stoke, con cui milita per tutta la stagione 2018-2019 (non trovando molto spazio) per poi rescindere il proprio contratto con i Potters il 6 agosto 2019.

#### Gli anni in Canada e Giappone e il ritiro
In seguito si trasferisce in Canada, acquistato dal Montréal Impact. Debutta con i canadesi 4 giorni dopo in occasione della sconfitta per 3-2 contro i Chicago Fire, rimpiazzando al 63' Shamit Shome. Alla prima stagione colleziona 10 presenze e tre reti tra tutte le competizioni e conquista la coppa nazionale segnando uno dei rigori decisivi nella finale di ritorno contro il Toronto FC. Nella stagione successiva alterna periodi di buon livello ad altri più altalenanti. Complessivamente colleziona 19 presenze e quattro reti in campionato più altre due presenze in Champions League. A fine stagione non viene esercitata l'opzione per il prolungamento del contratto, rimanendo svincolato.
Il 9 agosto 2021 viene ingaggiato dal Vissel Kōbe, club della massima serie giapponese. Il 5 settembre successivo esordisce in campionato subentrando a partita in corso al posto di Iniesta. Il 2 ottobre, dopo aver sostituito nuovamente il connazionale, realizza la prima rete nel campionato giapponese fissando il punteggio sul 5-1 definitivo contro l'Urawa Reds.
Il 22 marzo 2023 annuncia il suo ritiro dal calcio giocato e nel settembre dello stesso anno entra a far parte dei quadri dirigenziali del Barcellona come membro della commissione sportiva.

### Nazionale

#### Nazionali giovanili

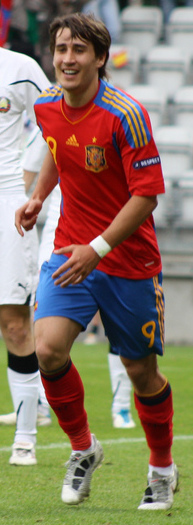
Bojan nel 2011 con l'Under-21 spagnola.

Bojan ha giocato in tutte le principali rappresentative giovanili spagnole. Dopo essere stato al centro di una contesa tra Serbia e Spagna per giocare gli Europei Under-17 in Lussemburgo, sceglie di giocare per le Furie Rosse e fa il suo esordio in Nazionale proprio durante l'europeo di categoria. Il 3 maggio 2006, contro il Lussemburgo, entra in campo nella ripresa e realizza una tripletta. Pur giocando una sola partita intera su un totale di cinque disputate dalla Spagna diventa capocannoniere del torneo. Nella finale per il terzo posto, decisa ai rigori, Bojan (già andato in gol al 53') segna con il tiro decisivo che classifica la Spagna al terzo posto.
L'anno dopo è uno dei protagonisti della selezione europea Under-18 che si aggiudica la Meridian Cup nella doppia sfida contro la selezione africana. Sempre nel 2007 partecipa nuovamente agli Europei Under-17, che questa volta si disputano in Belgio. Segna due gol decisivi: in semifinale, contro la squadra di casa, segna la rete del pareggio e uno dei rigori finali che consentono alla Spagna di accedere alla finale del 13 maggio, che viene decisa dalla sua rete all'Inghilterra (1-0). Le Furie Rosse si laureano campioni d'Europa e Bojan viene nominato miglior giocatore del torneo.
Il 19 agosto 2007 esordisce nel Mondiale Under-17 che si gioca in Corea del Sud segnando due gol nella vittoria sull'Honduras. Negli ottavi un'altra sua doppietta consente di eliminare la Corea del Nord, battuta 3-0. In semifinale, dopo aver realizzato il gol che consente alla Spagna di eliminare il Ghana e qualificarsi alla finale, rimedia un'espulsione per doppia ammonizione nei minuti di recupero, fatto che gli impedisce di giocare la finale, dove è la Nigeria a prevalere ai calci di rigore. Bojan viene nominato terzo miglior giocatore del torneo; è terzo anche nella classifica cannonieri con 5 gol.
Per evitare la convocazione da parte della Serbia, viene convocato da Iñaki Sáez nella Nazionale Under-21. Debutta a Tbilisi il 5 giugno 2007 contro la Georgia, a 16 anni, segnando il suo primo gol con l'Under-21 contro la Polonia, nella sua seconda gara in Nazionale, la prima da titolare. Partecipa, giocando due partite, al Campionato europeo di calcio Under-21 del 2009, disputato in Svezia, nel quale la Spagna viene eliminata al primo turno. Dopo più di un anno di assenza, viene riconvocato dal nuovo CT Luis Milla per la sfida contro la Finlandia, dove va a segno nell'1-1 finale. Nel giugno 2011 partecipa agli Europei Under-21 che si svolgono in Danimarca, dove colleziona 3 presenze. Il 25 giugno 2011, a seguito della vittoria della Spagna contro la Svizzera per 2-0, si laurea campione d'Europa Under-21.

#### Nazionale maggiore

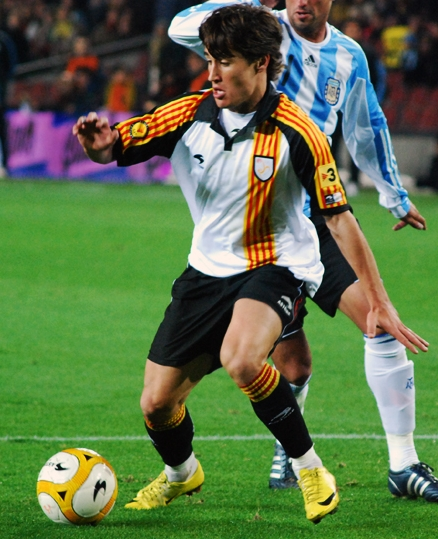
Bojan nel 2009 con la selezione della Catalogna durante un match contro l'Argentina.

Viene convocato da Luis Aragonés per la partita amichevole delle furie rosse contro la Francia, giocatasi il 6 febbraio 2008. Diventa così il più giovane giocatore convocato per una partita della Nazionale maggiore (17 anni e cinque mesi). A causa di una chinetosi non riesce comunque a scendere in campo, perdendo la possibilità di diventare il più giovane giocatore a vestire la maglia della Spagna. Ad agosto viene convocato da Vicente del Bosque per un'amichevole contro la Danimarca, ma l'esordio viene rimandato nuovamente. Nei giorni seguenti, il tecnico serbo Radomir Antić esprime il desiderio di convocarlo, ottenendo un nuovo rifiuto.
Il 10 settembre 2008 fa il suo debutto nella sfida valida per le qualificazioni mondiali contro l'Armenia, diventando il secondo giocatore più giovane a esordire in Nazionale, davanti a Cesc Fàbregas ma dietro ad Ángel Zubieta, 17 anni e nove mesi all'epoca dell'esordio.
Uscito dal giro della nazionale iberica, nel settembre 2016 opta definitivamente per la nazionale serba, dichiarandosi disponibile a un'eventuale convocazione. A distanza di pochi giorni, la FIFA nega ogni possibilità di cambiare nazionale, in quanto aveva già giocato un incontro ufficiale nelle file delle furie rosse e non solo amichevoli.

#### Selezione catalana
Dopo aver difeso i colori catalani nei campionati di categoria Under-11, Under-14 e Under-16, il 29 dicembre 2007, a Bilbao, fa il suo esordio nella rappresentativa maggiore contro i Paesi Baschi, andando a segno nell'1-1 finale. Viene convocato prima da Pere Gratacós, poi da Johan Cruijff, per giocare anche le ultime due amichevoli di fine anno, nel 2008 contro la Colombia e nel 2009 contro l'Argentina, segnando un gol in entrambe le occasioni. Il 29 dicembre 2010, nella gara giocata al Montjuïc contro l'Honduras, segna una doppietta che gli permette di eguagliare Mariano Martín come massimo realizzatore della storia della Selecció con 6 reti.

### Dopo il ritiro
Dopo un breve periodo di studi nel 2023 per diventare direttore sportivo, il Barcellona il 18 luglio 2025 decide di inserirlo nell'organigramma del club come vice direttore sportivo di Deco, fungendo da figura ponte tra La Masía e il club.

## Statistiche

### Presenze e reti nei club
Statistiche aggiornate al 23 marzo 2023.
| Stagione               | Squadra                | Campionato             | Campionato | Campionato | Coppe nazionali | Coppe nazionali | Coppe nazionali | Coppe continentali | Coppe continentali | Coppe continentali | Altre coppe | Altre coppe | Altre coppe | Totale | Totale |
| Stagione               | Squadra                | Comp                   | Pres       | Reti       | Comp            | Pres            | Reti            | Comp               | Pres               | Reti               | Comp        | Pres        | Reti        | Pres   | Reti   |
| ---------------------- | ---------------------- | ---------------------- | ---------- | ---------- | --------------- | --------------- | --------------- | ------------------ | ------------------ | ------------------ | ----------- | ----------- | ----------- | ------ | ------ |
| 2006-2007              | Barcellona C           | TD                     | 10         | 6          |                 | -               | -               |                    | -                  | -                  |             | -           | -           | 10     | 6      |
| 2006-2007              | Barcellona B           | SDB                    | 22         | 10         |                 | -               | -               |                    | -                  | -                  |             | -           | -           | 22     | 10     |
| 2007-2008              | Barcellona             | PD                     | 31         | 10         | CR              | 8               | 1               | UCL                | 9                  | 1                  |             | -           | -           | 48     | 12     |
| 2008-2009              | Barcellona             | PD                     | 23         | 2          | CR              | 9               | 5               | UCL                | 10                 | 3                  |             | -           | -           | 42     | 10     |
| 2009-2010              | Barcellona             | PD                     | 23         | 8          | CR              | 4               | 2               | UCL                | 5                  | 1                  | SS+SU+Cmc   | 2+1+1       | 1+0+0       | 36     | 12     |
| 2010-2011              | Barcellona             | PD                     | 27         | 6          | CR              | 5               | 1               | UCL                | 3                  | 0                  | SS          | 2           | 0           | 37     | 7      |
| Totale Barcellona      | Totale Barcellona      | Totale Barcellona      | 104        | 26         |                 | 26              | 9               |                    | 27                 | 5                  |             | 6           | 1           | 163    | 41     |
| 2011-2012              | Roma                   | A                      | 33         | 7          | CI              | 2               | 0               | UEL                | 2                  | 0                  |             | -           | -           | 37     | 7      |
| 2012-2013              | Milan                  | A                      | 19         | 3          | CI              | 2               | 0               | UCL                | 6                  | 0                  |             | -           | -           | 27     | 3      |
| 2013-2014              | Ajax                   | ED                     | 24         | 4          | CO              | 3               | 1               | UCL+UEL            | 2+2                | 0                  | SO          | 1           | 0           | 32     | 5      |
| 2014-2015              | Stoke City             | PL                     | 16         | 4          | FACup+CdL       | 1+1             | 1+0             |                    | -                  | -                  |             | -           | -           | 18     | 5      |
| 2015-2016              | Stoke City             | PL                     | 27         | 7          | FACup+CdL       | 1+3             | 0+0             |                    | -                  | -                  |             | -           | -           | 31     | 7      |
| 2016-gen. 2017         | Stoke City             | PL                     | 9          | 3          | FACup+CdL       | 1+1             | 0               |                    | -                  | -                  |             | -           | -           | 11     | 3      |
| nov.2016               | Stoke City U21         | -                      | -          | -          | -               | -               | -               | -                  | -                  | -                  | EFL         | 1           | 1           | 1      | 1      |
| gen.-giu. 2017         | Mainz                  | BL                     | 11         | 1          | CG              |                 | -               | -                  |                    | -                  | -           |             | -           | 11     | 1      |
| ago. 2017              | Stoke City             | PL                     | 1          | 0          | FACup+CdL       | 0+1             | 0               |                    | -                  | -                  |             | -           | -           | 2      | 0      |
| 2017-2018              | Alavés                 | PD                     | 13         | 0          | CR              | 2               | 1               |                    | -                  | -                  |             | -           | -           | 15     | 1      |
| 2018-2019              | Stoke City             | FLC                    | 21         | 1          | FACup+CdL       | 0+2             | 0               |                    | -                  | -                  |             | -           | -           | 23     | 1      |
| Totale Stoke City      | Totale Stoke City      | Totale Stoke City      | 74         | 15         |                 | 11              | 1               |                    | -                  | -                  |             | -           | -           | 85     | 16     |
| 2019                   | Montréal Impact        | MLS                    | 8          | 3          | CC              | 2               | 0               |                    | -                  | -                  |             | -           | -           | 10     | 3      |
| 2020                   | Montréal Impact        | MLS                    | 19         | 4          | CC              | -               | -               | CCL                | 2                  | 0                  |             | -           | -           | 21     | 4      |
| Totale Montréal Impact | Totale Montréal Impact | Totale Montréal Impact | 27         | 7          |                 | 2               | 0               |                    | 2                  | 0                  |             | -           | -           | 31     | 7      |
| ago.-dic. 2021         | Vissel Kōbe            | J1                     | 6          | 1          | CI              | -               | -               |                    | -                  | -                  |             | -           | -           | 6      | 1      |
| 2022                   | Vissel Kōbe            | J1                     | 14         | 0          | CI              | 3               | 0               | ACL                | 3                  | 0                  |             | -           | -           | 20     | 0      |
| Totale Vissel Kōbe     | Totale Vissel Kōbe     | Totale Vissel Kōbe     | 20         | 1          |                 | 3               | 0               |                    | 3                  | 0                  |             | -           | -           | 26     | 1      |
| Totale carriera        | Totale carriera        | Totale carriera        | 357        | 80         |                 | 51              | 12              |                    | 44                 | 5                  |             | 8           | 2           | 460    | 99     |

### Cronologia presenze e reti in nazionale
| Cronologia completa delle presenze e delle reti in nazionale ― Spagna | Cronologia completa delle presenze e delle reti in nazionale ― Spagna | Cronologia completa delle presenze e delle reti in nazionale ― Spagna | Cronologia completa delle presenze e delle reti in nazionale ― Spagna | Cronologia completa delle presenze e delle reti in nazionale ― Spagna | Cronologia completa delle presenze e delle reti in nazionale ― Spagna | Cronologia completa delle presenze e delle reti in nazionale ― Spagna | Cronologia completa delle presenze e delle reti in nazionale ― Spagna |
| Data                                                                  | Città                                                                 | In casa                                                               | Risultato                                                             | Ospiti                                                                | Competizione                                                          | Reti                                                                  | Note                                                                  |
| --------------------------------------------------------------------- | --------------------------------------------------------------------- | --------------------------------------------------------------------- | --------------------------------------------------------------------- | --------------------------------------------------------------------- | --------------------------------------------------------------------- | --------------------------------------------------------------------- | --------------------------------------------------------------------- |
| 10-9-2008                                                             | Albacete                                                              | Spagna                                                                | 4 – 0                                                                 | Armenia                                                               | Qual. Mondiali 2010                                                   | -                                                                     | 56’                                                                   |
| Totale                                                                |                                                                       | Presenze                                                              | 1                                                                     |                                                                       | Reti                                                                  | 0                                                                     |                                                                       |

## Palmarès

### Club

#### Competizioni nazionali
- Campionato spagnolo: 3

Barcellona: 2008-2009, 2009-2010, 2010-2011
- Coppa di Spagna: 1

Barcellona: 2008-2009
- Supercoppa di Spagna: 2

Barcellona: 2009, 2010
- Supercoppa dei Paesi Bassi: 1

Ajax: 2013
- Campionato olandese: 1

Ajax: 2013-2014
- Canadian Championship: 1

Montréal Impact: 2019

#### Competizioni internazionali
- UEFA Champions League: 2

Barcellona: 2008-2009, 2010-2011
- Supercoppa UEFA: 1

Barcellona: 2009
- Coppa del mondo per club: 1

Barcellona: 2009

### Nazionale
- Campionato d'Europa Under-17: 1

Belgio 2007
- Campionato d'Europa Under-21: 1

Danimarca 2011

### Individuale
- Premio Don Balón: 1

Giocatore rivelazione: 2007-2008
- Miglior giocatore del Campionato d'Europa Under-17: 1

2007
- Capocannoniere del Campionato d'Europa Under-17: 1

2006 (5 gol, a pari merito con Tomáš Necid e Manuel Fischer)